# Лайтхилл, Джеймс
Сэр Майкл Джеймс Лайтхилл (англ. Sir Michael James Lighthill; 23 января 1924[…], Париж — 17 июля 1998[…], Сарк, Гернси) — английский учёный в области прикладной математики, основоположник аэроакустики.
Работал в Кембриджском университете. Автор решений широкого круга принципиальных задач в области авиационной акустики, динамики реального газа, пограничного слоя, гидромеханики и газовой динамики, биомеханики. Был членом Лондонского королевского общества и президентом Международного союза по теоретической и прикладной механике (1984). За научные заслуги удостоен рыцарского звания (Sir, 1971)
Иностранный член Национальной академии наук США (1976), Французской академии наук (1976), Российской академии наук (1994).

## Биография
В молодости сэр Джеймс Лайтхилл был известен, как Майкл Лайтхилл. Майкл родился 23 января 1924 года в Париже, где его отец, Эрнст Бальцар Лайтхилл работал горным инженером. Настоящая фамилия отца была Лихтенберг, но в 1917 году он изменил фамилию на Лайтхилл. Мать Джеймса, Мариори Холмс, былa дочерью инженера и на 18 лет младше мужа. Эрнсту Лайтхиллу было 54 года на момент рождения сына, a через три года, в 1927 году, он вышел на пенсию и переехал с семьёй в Англию.
В детстве Джеймс был вундеркиндом и окончил школу экстерном на два года раньше ровесников. Уже в 15 лет он получил стипендию для обучения в Тринити Колледже Кембриджского университета, но Университет предложил подождать два года до семнадцатилетия. За это время Джеймс и его школьный друг Фримен Дайсон (стал известен, как один из создателей квантовой электродинамики) самостоятельно изучили математические курсы первых семестров, что позволило им окончить университет уже в 1943 году. Интересно, что во время войны занятия в колледже продолжались, но студентов почти не было, и Поль Дирак, который читал уравнения математической физики в Кембридже, занимался с Джеймсом и Фрименом фактически индивидуально.
Во время обучения в Кембриже, Джеймс встретил свою будущую жену, Нэнси Думареск, которая изучала математику. После окончания университета, он пытался устроиться на работу в Королевские аэровоздушные силы (англ. Royal Aircraft Establishment), где Нэнси уже получила место, однако ему предложили место в Аэродинамическом департаменте Национальной физической лаборатории. В 1945 году они поженились и Джеймс ушёл из лаборатории, чтобы работать в Тринити-колледже. На следующий год, ему предложили место ведущего лектора в Манчестерском университете, где он создал сильнейшую в стране группу по гидродинамике. В 1950 году (26 лет) его сделали профессором прикладной математики Манчестерского университета. В 1953 году избран членом Лондонского королевского общества, а с 1964 — профессор в Имперском колледже Лондона, где основал Институт прикладной математики.
В 1969 году Поль Дирак ушёл на пенсию с позиции Лукасовского профессора математики Кембриджа; его место на следующие 10 лет занял Лайтхилл (затем место занял Стивен Хокинг).
Лайтхилл был очень активным человеком, например его неоднократно штрафовали за превышение скорости при вождении, уже когда он был Лукасовским профессором. Также он любил плавать, однажды проплыл несколько миль через залив, чтобы попасть на конференцию в Шотландии, вместо того, чтобы воспользоваться наземным транспортом. Для его «спасения» был вызван вертолёт, но он отказался прервать заплыв. Каждое лето Лайтхилл проводил на небольшом острове Сарк (Нормандские острова), который первым обогнул кругом в 1973 году. 17 июля 1998 года утонул во время утреннего заплыва.

## Научный вклад
В 1952 году Лайтхилл опубликовал статью о аэродинамически сгенерированном звуке, где впервые предложил акустическую аналогию, для расчёта шума турбулентной струи. Элегантный, математически чистый подход к решению инженерной задачи сразу получил признание в научном сообществе. Прямое следствие аналогии, закон восьмой степени, гласит, что мощность звука от струи двигателя пропорциональна скорости струи в восьмой степени. Теоретически выведенный закон был подтверждён экспериментально и лёг в основу снижения авиационного шума современных самолётов. Эта публикация вкупе со второй частью, опубликованной в 1954 году, положила начало новому направлению в науке — Аэроакустика.
Затем Лайтхилл много занимался вопросами численного моделирования, биомеханикой и искусственным интеллектом. В 1973 опубликован Отчёт Лайтхилла, где он критично описал разработки в области искусственного интеллекта и дал очень пессимистические прогнозы для основных направлений этой науки.